# HBES
HBES (ang. Home and building electronic systems) - domowe i budynkowe systemy elektroniczne. Jest to kategoria systemu automatyki budynków średniej wielkości (szkoły, szpitale, hotele, średniej wielkości biurowce). 
W normie EN 50090 system HBES podzielono generalnie na trzy klasy, w zależności od stopnia zaawansowania technologii komunikacji:
- HBES klasy 1 – urządzenia przypięte do zautomatyzowanego systemu HBES klasy 1 mogą być obsługiwane bez udziału użytkownika i wykonywane przy pomocy prostych komend. Do systemu klasy pierwszej można podpiąć instalacje do sterowania oświetleniem w obiekcie;
- HBES klasy 2[2] – zawiera w sobie systemy, które odnoszą się do  klasy 1, a ponadto pozwala na operowanie urządzeniom na podstawie prostej transmisji głosu i nieruchomego obrazu. W rzeczywistości oznacza to, że komendy możemy wywoływać przy pomocy swojego aparatu mowy. Do instalacji systemu HBES klasy 2 można podpiąć różnego typu urządzenia, których sterowanie możliwe jest przy pomocy prostych sygnałów;
- HBES klasy 3 – zawiera w sobie systemy, które odnoszą się do HBES klasy 2, a także pozwala na operowanie urządzeniami, które działają na podstawie obrazu złożonego. Do systemu tego można podpiąć zaawansowane urządzenia do sterowania oświetleniem, które działają np. w oparciu o natężenie światła. W systemie HBES klasy 3 można uwzględnić również możliwość sterowania żaluzjami czy bezpieczeństwem (nadzór i kontrola dostępu, detekcja osób w pomieszczeniu).